# Предания
«Преда́ния» (англ. Lore) — американский телесериал-антология в жанре ужасов; каждый эпизод сериала рассказывает новую историю с другими персонажами. Премьера сериала состоялась на Amazon Video 13 октября 2017 года.
26 февраля 2018 года сериал был продлён на второй сезон.
28 июля 2019 года Amazon Video закрыл телесериал после двух сезонов.

## В ролях
- Роберт Патрик — преподобный Элиаким Фелпс
- Холланд Роден — Бриджет Клири[англ.]
- Колм Фиори — доктор Уолтер Фриман
- Кристин Бауэр — Минни Отто
- Катал Пендред — Майкл Клири
- Кэмпбелл Скотт — Джордж Браун
- Адам Голдберг — Питер Стампп[англ.]
- Джон Бинер — Патрик Боланд
- Сандра Эллис Лафферти — тётя Бриджет
- Надин Льюингтон — Джоанна Кеннеди Бёрк
- Кристен Клоук — доктор Марджори Фриман

## Отзывы критиков
На сайте-агрегаторе Rotten Tomatoes первый сезон получил 65% «свежести», что основано на 23-х рецензиях критиков.